# Desirée Carofiglio
Desirée Carofiglio (nascida em 11 de março de 2000) é uma ginasta artística italiana. Ela fez parte da equipe italiana que conquistou uma vitória incrível no Campeonato Mundial em Stuttgart no ano de 2019, conquistando a medalha de bronze na final por equipes.